# 龍冑龍屬
龍冑龍屬（學名：Dracopelta）是甲龍亞目的一屬恐龍，生存於侏羅紀晚期的葡萄牙。
當彼得·加爾東（Peter Galton）在1980年敘述這些化石時，他將化石發現處Ribamar歸類於侏羅紀晚期的啟莫里階。然而，Ribamar附近的埃什特雷馬杜拉省有兩個挖掘地點，其中一個位於馬夫拉附近，年代為白堊紀早期，而第二個位於勞爾哈（Lourinhã）附近，年代為侏羅紀晚期。在2003年，Antunes與Mateus認為該挖掘地點比較可能是晚侏儸紀。
模式種是D. zbyszewskii，draco在拉丁語中意為「龍」，pelta意為「小盾」，而種名是以古生物學家George Zbyszewski為名。

## 化石材料
龍冑龍的唯一化石標本是一個不完整的顱後骨骼，包含13節背椎、肋骨、以及5個真皮鱗甲，發現於里斯本的未命名地層。

## 分類系統
龍冑龍是首個被確認是屬於侏羅紀晚期的甲龍類，且是已知最為原始的甲龍亚目之一。雖然龍冑龍最初是分類在結節龍科中，但Vickaryous等人在2004年將龍冑龍列為甲龍亚目的分類不明物種。

## 古生物學
因為化石的破碎狀態，很難估計龍冑龍的體型，但牠們很明確卻是種小型恐龍，身長接近1公尺。如同其他甲龍類，龍冑龍應該是草食性恐龍。